# Glycosmis montana
Glycosmis montana är en vinruteväxtart som beskrevs av Jean Baptiste Louis Pierre. Glycosmis montana ingår i släktet Glycosmis och familjen vinruteväxter. Inga underarter finns listade i Catalogue of Life.